# Полянский, Сергей Евгеньевич
Серге́й Евге́ньевич Поля́нский (род. 9 мая 1948 года, Новосибирск, РСФСР, СССР) — советский и российский телеведущий, диктор, чтец, актёр озвучивания и дубляжа.

## Биография
Сергей Полянский родился 9 мая 1948 года в Новосибирске.
В 1970 году окончил актёрский факультет ГИТИСа (мастерская В. А. Вронской и В. П. Остальского). Его однокурсниками были Владимир Гостюхин, Юрий Николаев, Виталий Базин и другие.
В 1977 году после жёсткого отбора был принят в штат дикторов всесоюзного Гостелерадио, где художественным руководителем был Игорь Леонидович Кириллов.
С 1994 по 2015 год являлся закадровым голосом ряда передач криминальной тематики на канале НТВ. Стал известен, прежде всего, благодаря работе по озвучиванию цикла «Криминальная Россия», где его выразительный голос очень точно вписался в формат телепрограммы. В самом начале работы на НТВ читал тексты анонсных роликов канала. В поздние годы также читал закадровый текст фильмов из циклов передач «Чистосердечное признание», «ЧП. Расследование», «Очная ставка» и другие. Также занимался закадровым озвучиванием ряда художественных фильмов и сериалов: среди них «Четыре танкиста и собака», «Солдат Джейн» и др.
С 2007 по 2008 год был ведущим документального сериала о людях, оказавшихся на грани жизни и смерти — «Победившие смерть».
После расформирования Дирекции общественно-правового вещания НТВ как самостоятельной структуры и присоединения её к информационной дирекции в 2015 году на канале произошли сокращение штата и закрытие многих программ, в связи с чем Сергей Полянский вышел на пенсию. В настоящий момент не состоит в штате какого-либо телеканала, живёт попеременно в Москве и на своей даче, о чём в июне 2020 года рассказал его бывший коллега с НТВ, официальный голос анонсных роликов канала Константин Кошкин.
В июле 2019 и в декабре 2021 года принял участие в обзорах Евгения Баженова («BadComedian»), читая текст за кадром в стиле «Криминальной России».
С 2020 года голос Полянского звучит в заставке на официальном YouTube-канале «Криминальной России».
Женат, есть дочь Елена (р. 2 сентября 1973), актриса Театра им. Ермоловой, и внучка Елена (р. 9 мая 2007).

## Телевидение
Был закадровым голосом в следующих телепередачах:
- «Международная панорама» (ЦТ СССР, 1979)
- «Клуб путешественников» (выпуск «Атлантида. Две тысячи лет поисков») (ЦТ СССР, 1980)
- «Как добиться успеха. Как стать предприимчивым и богатым» (1-й канал Останкино, 1992)[11]
- «Самые громкие преступления XX века[англ.]» (НТВ, 1994—1998, ТВ-6, 2000—2002)
- «Криминальная Россия» (НТВ, 1995—2002; ТВС, 2002)[12]
- «Не спи и смотри» (РТР, 1996)
- «XX век. Русские тайны» (НТВ, 1996—1997)
- «Старый телевизор» (НТВ, 1998—2001), читает биографические справки участников
- «Преступление и наказание» (НТВ, 2002—2003)[13]
- «Бушующая планета» (НТВ, 2002—2003)
- «Экстремальный контакт» (НТВ, 2003)
- «Внимание, розыск!» (НТВ, 2003—2004)
- «Чрезвычайное происшествие. Расследование» (НТВ, 2004—2015)[14]
- «Чистосердечное признание» (НТВ, 2004—2013)[15]
- «Бандиты эпохи социализма» («Первый канал», 2005—2006)
- «Сказки Баженова. Новогодний утренник» (НТВ, 2006) — исполнитель роли Деда Мороза
- «Детективные истории» (ТВ Центр, 2006—2009)
- «Победившие смерть» (НТВ, 2007—2008)[6][16][17]
- «Лихие 90-е» (НТВ, 2007)[18]
- «Честный понедельник» (НТВ, 2009)
- «Очная ставка» (НТВ, 2009—2014)
- «Первая кровь» (НТВ, 2009—2010)
- «НТВшники» (НТВ, 2010, выпуск «Россия без мата»)
- «Крутые нулевые» (НТВ, 2012)
- «Средь бела дня» (НТВ, 2012, выпуск «Поймать насильников»)

Документальные фильмы:
- «Вершина» (ЦТ СССР, 1982)
- «Оренбургское зенитно-ракетное» (Киностудия Министерства обороны СССР, 1985)
- «Океанский щит Родины» (Киностудия Министерства обороны СССР, 1987)
- «Подводные аппараты базы „Гидронавт“» (Киностудия «Москва», 1991)
- «История группы ABBA» (ОРТ, 2001)
- «Совершенно секретно. Последняя иллюзия» (НТВ, 2002)
- «Чечня. По ту сторону войны» (НТВ, 2004—2005)
- «Космонавт номер „ноль“» («Первый канал», 2005)
- «Атомные люди. Чернобыль» (НТВ, 2006)
- «Александр Пичушкин. Исповедь битцевского маньяка» (НТВ, 2007)
- «Ричард Никсон. Американская трагедия» («Совершенно секретно», 2008)
- «Любовь Полищук. Ещё раз про любовь» (НТВ, 2009)
- «Людмила Зыкина. Прощальное интервью» (НТВ, 2009)
- «Валентина Толкунова» (НТВ, 2010)
- «Ванга возвращается! Секретный архив прорицательницы» (НТВ, 2011)
- «Филипп и Алла. Почему не вышло?» (НТВ, 2011)
- «Приднестровье. Срок для президента» (НТВ, 2011)
- «Александр Пороховщиков. Чужой среди своих» (НТВ, 2012)
- «Эдуард Хиль. Это было недавно, это было давно» (НТВ, 2012)
- «Иосиф и Нелли Кобзон. Жить, чтобы любить» (НТВ, 2012)

Появился в кадре в программах НТВ «Чистосердечное признание» (выпуск «Жаркий октябрь 93-го» от 2 октября 2005 года) и «Центральное телевидение» (выпуск от 2 октября 2011 года).

## Роли в кино
- 2009 — Яйца — доктор